# La Mort de Léonard de Vinci
La Mort de Léonard de Vinci, intitulé également François Ier reçoit les derniers soupirs de Léonard de Vinci, est un tableau peint par Jean-Auguste-Dominique Ingres en 1818.
Cette peinture montre la mort de Léonard de Vinci, le 2 mai 1519 au manoir du Cloux (l'actuel château du Clos Lucé), avec François Ier lui tenant la tête et recevant son dernier soupir. Léonard est arrivé en France en 1516, à l'âge de 64 ans, très diminué : il est reçu à la cour par le jeune roi (22 ans), avec le titre (et les revenus) de premier peintre, ingénieur et architecte. À son décès à Amboise, le roi et la cour sont en réalité à Saint-Germain-en-Laye.
C'est Giorgio Vasari, dans son ouvrage Les Vies des meilleurs peintres, sculpteurs et architectes publié en 1550, qui mentionne que le peintre est mort dans les bras du roi. Cette légende est ensuite reprise par le peintre François-Guillaume Ménageot pour son tableau commandé par le comte d'Angiviller (pour le compte de Louis XVI) de la Mort de Léonard de Vinci, en 1781, exposé au musée Hôtel Morin à Amboise et diffusé sous forme d'estampes.
Le tableau d'Ingres est lui commandé par Pierre Louis Jean Casimir de Blacas d'Aulps, ambassadeur de France à Rome : le gouvernement de Louis XVIII souhaite valoriser les rois de l'Ancien Régime en commandant une série de peintures les mettant en valeur. Pour représenter l'ancien roi, Ingres s'est inspiré de son portrait de profil réalisé en 1538 par le Titien.
L'œuvre est conservée au Petit Palais à Paris. En 2014, le tableau est prêté au musée des Beaux-Arts de Lyon dans le cadre de l'exposition L'Invention du passé. Histoires de cœur et d'épée en Europe, 1802-1850.